# Flugplatz Buttwil

i7
i11
i13
Der Flugplatz Buttwil (ICAO-Code LSZU) ist ein Flugplatz auf dem Lindenbergrücken südwestlich von Buttwil im Kanton Aargau in der Schweiz.
Der Flugplatz wurde als Ersatz für den Flugplatz Spreitenbach gebaut, welcher dem Rangierbahnhof Limmattal und dem immer grösser werdenden Flughafen Zürich weichen musste. Halter war vorerst die Interessengemeinschaft Flugfeld Buttwil.
Er wird hauptsächlich von der Flugschule Eichenberger AG und der CHS Central Helicopter Services AG für die Flugausbildung auf Flächenflugzeugen sowie Helikoptern genutzt. Des Weiteren werden von dort aus Arbeits- und Lastenflüge für die Berg- und Hüttenversorgung der Region unternommen. Der Segelflugbetrieb wird von der Segelfluggruppe Zürich sichergestellt, welche auch die Ausbildung der Segelflugpiloten durchführt. Ebenfalls am Flugplatz Buttwil beheimatet ist der Wartungsbetrieb Rotor + Wing Technic AG. Dieser ist als PART-145 Maintenance Organisation zertifiziert und kümmert sich um den Unterhalt der Fluggeräte und der Infrastruktur des Flugplatzes. Die Fallschirm-Gruppe Freiamt betreibt ihre Fallschirmschule ebenfalls auf dem Flugplatz.
Als Tower wird eine ehemalige Verkehrskanzel der Stadtpolizei Zürich verwendet.